# Arquidiócesis de Sídney
La arquidiócesis de Sídney (en latín: Archidioecesis Sydneyensis y en inglés: Roman Catholic Archdiocese of Sydney) es una circunscripción eclesiástica de la Iglesia católica en Australia. Se trata de una arquidiócesis latina, sede metropolitana de la provincia eclesiástica de Sídney. Desde el 18 de septiembre de 2014 su arzobispo es Anthony Colin Fisher, de la Orden de Predicadores.

## Territorio y organización
La arquidiócesis tiene 1264 km² y extiende su jurisdicción sobre los fieles católicos de rito latino residentes en la ciudad de Sídney y parte de sus suburbios, y la isla Norfolk.
La sede de la arquidiócesis se encuentra en la ciudad de Sídney, en donde se halla la Catedral basílica de Santa María.
La arquidiócesis tiene como sufragáneas a las diócesis de: Armidale, Bathurst, Broken Bay, Lismore, Maitland-Newcastle, Parramatta, Wagga Wagga, Wilcania-Forbes y Wollongong.
En 2023 en la arquidiócesis existían 133 parroquias agrupadas en 9 decanatos.
El cardenal Edward Bede Clancy estableció el Seminario del Buen Pastor en el suburbio de Homebush en Sídney en 1996, para formar a los aspirantes al sacerdocio de la arquidiócesis de Sídney y de las diócesis de Nueva Gales del Sur y del resto de Australia. El Seminario del Buen Pastor reemplazó al Colegio de San Patricio, de Manly.
La arquidiócesis de Sídney tiene bajo su tuición a muchas agencias de prestación de servicios, atención y apoyo a las personas necesitadas, incluyendo cuidado de ancianos, la educación, la salud, la oración, el culto y la liturgia, la solidaridad y la justicia, las vocaciones y los seminaristas y jóvenes en el ministerio de los adultos.
La arquidiócesis de Sídney mantiene para los jóvenes el sitio de redes sociales Xt3. Permanente de Cristo en el Tercer Milenio, Xt3 que es un sitio impulsado con contenido para redes sociales, lanzado en la Jornada Mundial de la Juventud 2008, celebrado en Sídney.

## Historia
El primer proyecto de misión en las tierras inexploradas del sur fue en 1666 y hubo otro con una misión en la Terra Australis en 1681. En 1804 James Dixon, un sacerdote irlandés deportado a Australia, tenía el título personal de prefecto apostólico, pero regresó a Irlanda en 1808. En 1816 se aprobó la erección del vicariato apostólico de Nueva Holanda, pero quedó sobre el papel sin implementarse y en 1819 toda Australia quedó bajo la jurisdicción del vicariato apostólico de Mauricio cuando dos sacerdotes fueron autorizados oficialmente por el Gobierno británico para asistir a los católicos de la colonia de Australia.
El vicariato apostólico de Nueva Holanda y la Tierra de Van Diemen fue erigido el 3 de junio de 1834 mediante el breve Pastoralis officii del papa Gregorio XVI, obteniendo el territorio del vicariato apostólico de Mauricio (hoy diócesis de Port Louis). Fue la primera circunscripción eclesiástica en Australia y el padre John Bede Polding de la Congregación Inglesa de la Orden de San Benito fue nombrado vicario apostólico, con jurisdicción sobre lo que hoy es la Mancomunidad de Australia.
El 5 de abril de 1842, mediante el breve Ex debito del papa Gregorio XVI, el vicariato apostólico de Nueva Holanda y la Tierra de Van Diemen Land cedió partes de su territorio para la erección de los vicariatos apostólicos de Adelaida y de Hobart (hoy ambos son arquidiócesis) y al mismo tiempo cambió su nombre por el de vicariato apostólico de Sídney. El 28 de febrero de 1842 el vicariato apostólico de Sídney fue establecido, con el obispo Polding como obispo residencial. 
El 22 de abril de 1842 el vicariato apostólico de Sídney fue elevado al rango de arquidiócesis metropolitana mediante el breve Ad supremum del papa Gregorio XVI, con Adelaida y Hobart como diócesis sufragáneas. En ese momento, la arquidiócesis de Sídney incluía la totalidad de la porción oriental del continente, que comprende los actuales estados de Nueva Gales del Sur, Victoria y Queensland. 
El 6 de mayo de 1845, mediante el breve Universo dominico del papa Gregorio XVI, cedió una parte de su territorio para la erección de la diócesis de Perth (hoy arquidiócesis de Perth). Con el mismo breve se erigieron también los vicariatos apostólicos de Essington (hoy diócesis de Darwin), en el territorio del Norte, y de King George Sounde-The Sound, en la costa sur de Australia Occidental, entregados en administración a los obispos de Perth, hasta su erección en diócesis. El vicariato apostólico de The Sound fue suprimido en 1847.
Posteriormente cedió otras porciones de su territorio para la erección de nuevas circunscripciones eclesiásticas:
- las diócesis de Melbourne (hoy arquidiócesis de Melbourne) y de Maitland (hoy diócesis de Maitland-Newcastle) el 25 de junio de 1847 mediante el breve Apostolici muneris del papa Pío IX;[6]
- la diócesis de Brisbane (hoy arquidiócesis de Brisbane) el 12 de abril de 1859 mediante el breve Universum Dominicum del papa Pío IX;[7]
- la diócesis de Goulburn (hoy arquidiócesis de Camberra y Goulburn) el 17 de noviembre de 1862 con otro breve llamado Ex debito del papa Pío IX;[8] cedió otra porción de territorio a la misma diócesis el 28 de julio de 1917;
- la diócesis de Armidale el 28 de noviembre de 1862 mediante otro breve llamado Ex debito del papa Pío IX.[8]
- la diócesis de Bathurst el 20 de junio de 1865 mediante el breve Quod catholicae del papa Pío IX;[9]
- la diócesis de Wollongong el 15 de noviembre de 1951 mediante la bula Non parum sane del papa Pío XII;[10]
- por el papa Juan Pablo II el 8 de abril de 1986 las diócesis de Broken Bay (mediante la bula Quippe cum aeternam[11]) y Parramatta (mediante la bula Venerabilis Frater.[12])

El 21 de febrero de 1955 mediante el decreto Animarum bono de la Congregación de Propaganda Fide se modificaron los límites con la diócesis de Wollongong.

## Estadísticas
Según el Anuario Pontificio 2024 la arquidiócesis tenía a fines de 2023 un total de 590 186 fieles bautizados.
| Año                                                                             | Población            | Población | Población      | Sacerdotes | Sacerdotes    | Sacerdotes    | Bautizados por sacerdote | Diáconos permanentes | Religiosos | Religiosos | Parroquias |
| Año                                                                             | Bautizados católicos | Total     | % de católicos | Total      | Clero secular | Clero regular | Bautizados por sacerdote | Diáconos permanentes | Varones    | Mujeres    | Parroquias |
| ------------------------------------------------------------------------------- | -------------------- | --------- | -------------- | ---------- | ------------- | ------------- | ------------------------ | -------------------- | ---------- | ---------- | ---------- |
| 1950                                                                            | 414 910              | 1 885 818 | 22.0           | 572        | 316           | 256           | 725                      |                      | 756        | 2388       | 165        |
| 1966                                                                            | 634 320              | 2 996 600 | 21.2           | 743        | 429           | 314           | 853                      |                      | 738        | 2674       | 199        |
| 1968                                                                            | 634 320              | 2 200 000 | 28.8           | 764        | 426           | 338           | 830                      |                      | 1158       | 3011       | 200        |
| 1980                                                                            | 838 095              | 3 098 600 | 27.0           | 804        | 415           | 389           | 1042                     |                      | 1130       | 2499       | 221        |
| 1990                                                                            | 801 000              | 2 513 400 | 31.9           | 495        | 221           | 274           | 1618                     |                      | 778        | 2020       | 141        |
| 1999                                                                            | 589 244              | 1 824 810 | 32.3           | 498        | 228           | 270           | 1183                     | 1                    | 287        | 1368       | 137        |
| 2000                                                                            | 589 244              | 1 824 810 | 32.3           | 488        | 218           | 270           | 1207                     | 1                    | 286        | 1388       | 137        |
| 2001                                                                            | 589 012              | 1 825 012 | 32.3           | 466        | 194           | 272           | 1263                     | 4                    | 304        | 1376       | 137        |
| 2002                                                                            | 589 042              | 1 825 012 | 32.3           | 447        | 193           | 254           | 1317                     | 4                    | 286        | 1388       | 138        |
| 2003                                                                            | 578 567              | 1 993 236 | 29.0           | 487        | 222           | 265           | 1188                     | 5                    | 286        | 1388       | 138        |
| 2004                                                                            | 578 567              | 1 993 236 | 29.0           | 519        | 254           | 265           | 1114                     | 5                    | 525        | 1383       | 139        |
| 2010                                                                            | 634 000              | 2 366 000 | 26.8           | 478        | 237           | 241           | 1326                     | 5                    | 472        | 1111       | 138        |
| 2014                                                                            | 611 392              | 2 528 000 | 24.2           | 493        | 217           | 276           | 1240                     | 3                    | 470        | 1051       | 137        |
| 2017                                                                            | 638 300              | 2 638 400 | 24.2           | 473        | 221           | 252           | 1349                     | 7                    | 442        | 851        | 136        |
| 2020                                                                            | 667 900              | 2 760 900 | 24.2           | 456        | 207           | 249           | 1464                     | 14                   | 440        | 767        | 135        |
| 2022                                                                            | 687 400              | 2 841 540 | 24.2           | 444        | 206           | 238           | 1548                     | 14                   | 412        | 724        | 133        |
| 2023                                                                            | 590 186              | 2 582 308 | 22.9           | 447        | 211           | 236           | 1320                     | 14                   | 413        | 722        | 133        |
| Fuente: Catholic-Hierarchy, que a su vez toma los datos del Anuario Pontificio. |                      |           |                |            |               |               |                          |                      |            |            |            |

## Episcopologio

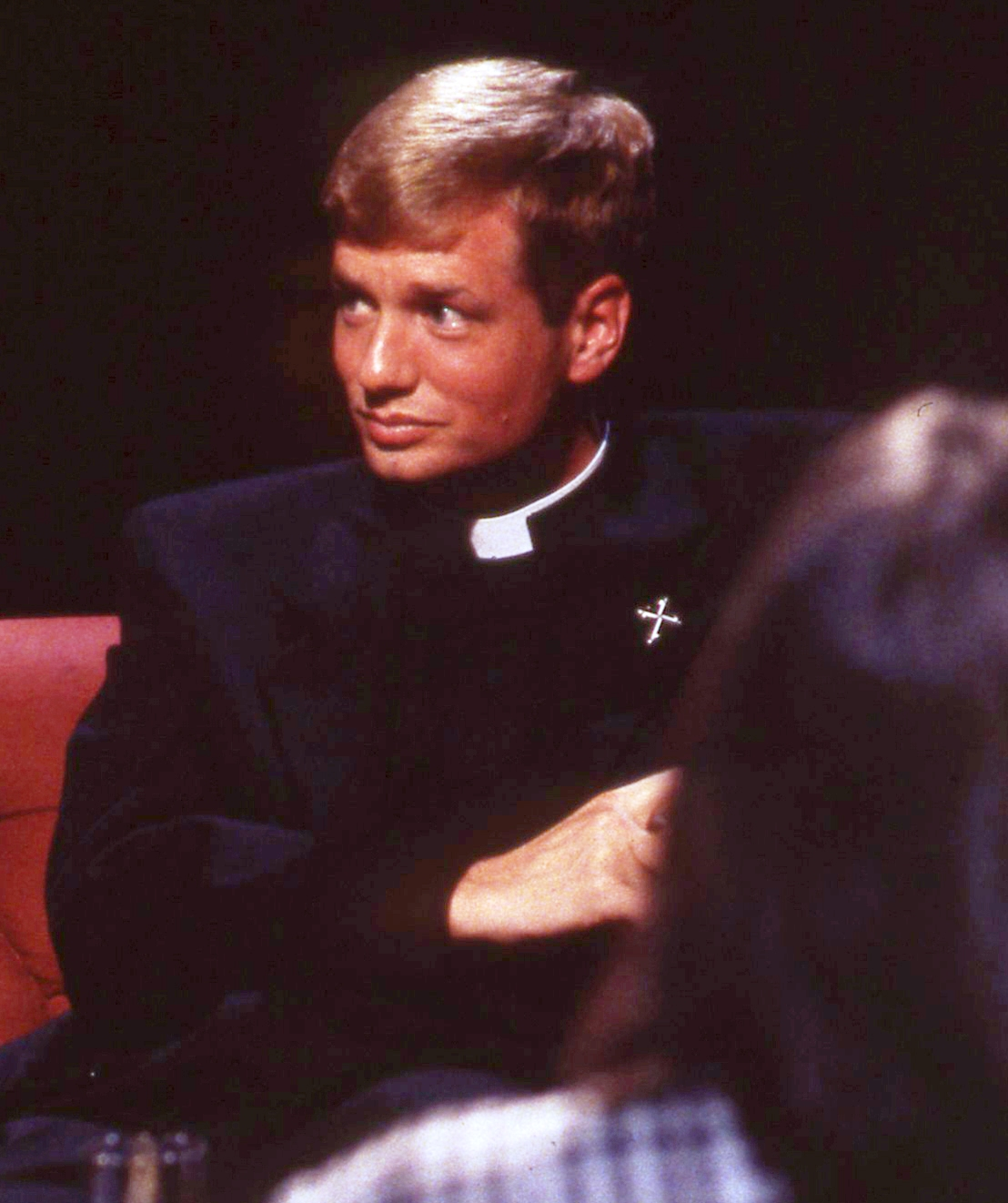
Anthony Colin Fisher, arzobispo de Sídney desde 2014

- John Bede Polding, O.S.B. † (3 de junio de 1833-16 de marzo de 1877 falleció)
- Roger William Bede Vaughan, O.S.B. † (16 de marzo de 1877 por sucesión-17 de agosto de 1883 falleció)
- Francis Patrick Moran † (14 de marzo de 1884-17 de agosto de 1911 falleció)
- Michael Kelly † (17 de agosto de 1911 por sucesión-8 de marzo de 1940 falleció)
- Norman Thomas Gilroy † (8 de marzo de 1940 por sucesión-9 de julio de 1971 retirado)
- James Darcy Freeman † (9 de julio de 1971-12 de febrero de 1983 retirado)
- Edward Bede Clancy † (12 de febrero de 1983-26 de marzo de 2001 retirado)
- George Pell † (26 de marzo de 2001-24 de febrero de 2014 nombrado prefecto de la Secretaría de Economía de la Santa Sede)[nota 4]
- Anthony Colin Fisher, O.P., desde el 18 de septiembre de 2014